# Байгалиев, Рахим Байгалиевич
Рахим Байгалиевич Байгалиев (каз. Рақым Байғалиұлы Байғалиев; 28 декабря 1912, с. Калмыково, Лбищенский уезд, Уральская область, Российская империя — 8 ноября 2001, Алма-Ата, Казахстан) — советский государственный, партийный и общественный деятель.

## Биография
С детства был сиротой, воспитывался в детском доме в Уральске. В 1937 г. после окончания Московского института цветных металлов и золота работал на месторождениях в Акмолинской, Карагандинской, Павлодарской областей.
Призван в Красную Армию 2 декабря 1941 Энбекшильдерским РВК Акмолинской области. На фронтах Великой Отечественной войны с ноября 1942 года. 16 июля 1943 старший лейтенант Байгалиев награждён медалью «За боевые заслуги». Вступил в партию на фронте (в июле 1943 — беспартийный, в октябре 1944 — кандидат в члены ВКП(б), в 1945 — член компартии). 17 октября 1944 награждён орденом Красной звезды. Воевал на Воронежском, Степном и 2-м Украинском фронтах. Закончил войну капитаном в должности начальника снабжения горюче-смазочными материалами 60 инженерно-сапёрной Кировоградской краснознамённой бригады. 9 мая 1945 года награждён медалью «За победу в Великой Отечественной войне», а 3 июля 1945 — Орденом Отечественной войны II степени.
Секретарь Темиртауского городского комитета партии (1949-51), секретарь Карагандинского областного комитета (1951-55). По другим сведениям с июня 1953 года заведующий промышленно-транспортным отделом Карагандинского обкома КПК. Заместитель председателя комитета по планированию (1955-57), председатель Совета народного хозяйства и заместитель председателя Совета министров КазССР (1960-62).
В 1962-65 гг. 1-й секретарь Алма-Атинского областного комитета ЦК КП, в те же годы секретарь ЦК КП Казахстана. Председатель и секретарь бюро по промышленности и строительству.
Депутат Верховного Совета СССР (1958, 1962), Верховного Совета Казахской ССР (1954, 1963).
Председатель Госкомитета Совета Министров КазССР по координации научно-исследовательских работ, по надзору за безопасным ведением работ в промышленности и горному надзору(1965—1974). В 1974 году вышел на пенсию. Решением Министерства социального обеспечения КазССР Байгалиеву установлена персональная пенсия союзного значения. В 1985 году награждён орденом Отечественной войны II степени в связи с 40-летием Победы.
Скончался 8 ноября 2001 года, похоронен на Центральном кладбище.

## Награды
2 ордена Трудового Красного Знамени, Красной Звезды, 2 ордена Отечественной войны II степени, орден «Знак Почёта», а также медали.

## Отзывы современников
Рахим Байгалиев. Очень порядочный человек. Работал секретарем промышленного обкома, когда партию делили, потом секретарем ЦК. Человек он был хороший. Обидно, что он год назад умер никто из государственных органов, не выразили соболезнования, только некоторые в "домашнем" порядке. Я считаю это неправильно и недопустимо. — Исмаил Юсупов, интервью 9 мая 2003 года